# Heidemarie Salevsky
Heidemarie Salevsky (* 20. August 1944 in Bad Liebenwerda) ist eine deutsche Dolmetscherin, Übersetzerin, Autorin und Professorin für Translationswissenschaft.

## Leben und Wirken
Salevsky ist die Tochter des Finanzwirtschaftlers Willi Racheus und Käthe Racheus, geb. Neie. Nach dem Abitur in Berlin studierte sie ab 1962 an der Humboldt-Universität zu Berlin (HUB) an den Instituten für Slawistik, Anglistik/Amerikanistik, Kommunikationswissenschaft und Philosophie. Ein einjähriges Teilstudium absolvierte sie am  Staatlichen Fremdspracheninstitut „Maurice Thorez“ in Moskau. 1966 beendete sie ihr Studium mit dem Examen als Dipl.-Dolmetscherin und Dipl.-Übersetzerin für Russisch und Englisch an der Humboldt-Universität zu Berlin. Es folgten zwei Semester eines postgradualen Studiums am Dolmetscherinstitut der Universität Leipzig mit dem Examen als Dipl.-Konferenzdolmetscherin (Russisch-Deutsch und Deutsch-Russisch).
Nach einer Tätigkeit als Dolmetscherin, Übersetzerin und Lektorin folgte eine Festanstellung an der Humboldt-Universität. 1983 promovierte Salevsky zum Thema Allgemeine und spezielle Probleme des Simultandolmetschens als einer spezifischen Art der Redetätigkeit (Dissertation zur Promotion B). Im gleichen Jahr wurde ihr der akademische Grad Dr. sc. phil. für Übersetzungswissenschaft verliehen und sie war ab 1984 als Ordentliche Hochschuldozentin für das Fachgebiet Übersetzungswissenschaft an der Humboldt-Universität tätig. Ebenda war sie von 1990 bis 1996 Leiterin der Abteilung Translationswissenschaft im Institut für Slawistik
Salevsky wurde 1996 zur C3-Professorin für Translationswissenschaft, Angewandte Sprachwissenschaft und Fachkommunikation Russisch an der Hochschule Magdeburg-Stendal berufen und war dort bis zur Pensionierung im Jahr 2009 tätig. Von 2010 bis 2011 war sie Professorin für theoretische und angewandte Translationswissenschaft an der Okan-Universität in Istanbul. Sie war außerdem Gastprofessorin an der Universität Heidelberg (1991/92), der Universität Innsbruck (1993), der State University of New York at Binghamton (1994) und der Universität Wien (1994/95).
Salevsky lebt seit 1955 in Berlin, ist verheiratet und hat eine Tochter. Seit 2013 ist sie gewähltes Mitglied der Leibniz-Sozietät der Wissenschaften zu Berlin.

## Forschungsschwerpunkte
- Translationsprozesse als komplexe, dynamische Handlungssysteme  unter Berücksichtigung der Wechselbeziehungen der verschiedenen Einflussgrößen sowie des temporalen und lokalen Bedingungsgefüges
- Inter- und transdisziplinäre Untersuchungen des Simultandolmetschens und der Bibelübersetzung.
- Allgemeine Translationstheorie mit Begriffs- und Definitionssystem
- Methodisch-methodologische Probleme der Translatologie

## Mitgliedschaften
- Leibniz-Sozietät der Wissenschaften zu Berlin
- Deutsche Gesellschaft für Osteuropakunde
- Meždunarodnaja associacija prepodavatelej russkogo jazyka i literatury
- Anna-Seghers-Gesellschaft Berlin und Mainz
- Gesellschaft für Interlinguistik

## Publikationen (Auswahl)
- Probleme des Simultandolmetschens. Eine Studie zur Handlungsspezifik. Akademie der Wissenschaften der DDR, Berlin, 1986 (LS/ZISW/A 154)
- Übersetzungswissenschaft und Sprachmittlerausbildung. Akten der I. Internationalen Konferenz „Übersetzungswissenschaft und Sprachmittlerausbildung“, veranstaltet von der Humboldt-Universität zu Berlin in Kooperation mit der Vereinigung der Sprachmittler der DDR Berlin, Mai 1988, 2 Bde. Humboldt-Universität, Berlin, 1990
- Dolmetscher- und Übersetzerausbildung gestern, heute und morgen. Berliner Beiträge zur Translationswissenschaft. Peter Lang-Verlag, 1995, ISBN 978-3-631-30426-6
- Über die Sprache hinaus. Beiträge zur Translationswissenschaft.  TEXTconTEXT, Heidelberg, 1998, ISBN 978-3-9805370-7-0
- Translationswissenschaft. Ein Kompendium. Unter Mitarbeit von Ina Müller und Bernd Salevsky, Peter Lang-Verlag, 2002
- Kultur, Interpretation, Translation. Ausgewählte Beiträge  aus  15 Jahren  Forschungsseminar. Peter Lang-Verlag, 2005, ISBN 978-3-631-51780-2
- mit Ina Müller: Die russische Kultur und ihre Vermittlung. Peter Lang-Verlag, 2010, ISBN 978-3-631-57951-0
- mit Ina Müller: Translation as Systemic Interaction. A New Perspective and a New Methodology. Frank & Timme, Berlin, 2011, ISBN 978-3-86596-150-1